# Championnat d'Amérique du Nord masculin de volley-ball 1971
Navigation
Édition précédente Édition suivante
Le 2e championnat d'Amérique du Nord de volley-ball masculin s'est déroulé du 17 août 1971 au 22 août 1971 à La Havane, Cuba. Il a mis aux prises les cinq meilleures équipes continentales.

## Classement final
| Place              | Équipe                 |
| ------------------ | ---------------------- |
| Médaille d'or      | Cuba                   |
| Médaille d'argent  | États-Unis             |
| Médaille de bronze | Mexique                |
| 4                  | Porto Rico             |
| 5                  | Antilles néerlandaises |